# Alexandre (taxiarca)
Alexandre foi um oficial militar bizantino, ativo no reinado do imperador Maurício (r. 582–602). Foi denominado como taxiarca (em grego: ταξίαρχος; romaniz.: taxiarches) nos registros de Teofilacto Simocata. É lembrado por sua participação nas campanhas contra os eslavos meridionais. Teve papel decisivo na derrota de Musócio, o rei dos invasores, quando servia o general Prisco. Depois se notabilizou por seus serviços a Pedro.

## Biografia

Mapa dos Bálcãs no século VI

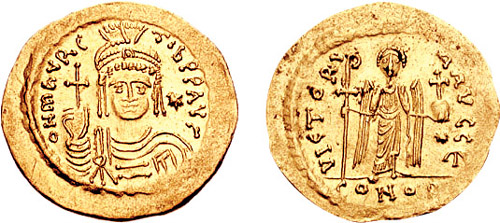
Soldo de Maurício r.

Alexandre é denominado um taxiarca nos registros de Teofilacto Simocata, o que poderia ser uma tentativa de traduzir o seu título latino. É improvável que tenha servido como mestre dos soldados, sendo sempre citado servindo sob outros comandantes. Pode ter sido um conde dos assuntos militares ou duque e sabe-se que esteve sempre estacionado na Trácia. Em 593, quando servia Prisco, recebeu a tarefa de liderar um grupo de reconhecimento. Cruzou com seus homens o Helibácio (rio Ialomiţa) na busca de um grupo invasor eslavo que tentou escapar através dos pântanos locais, desorientando os bizantinos. Tentou incendiar os bosques que encobriam os rebeldes, mas falhou, pois o material estava muito molhado para pegar fogo. Neste ponto, um dos invasores desertou para o lado de Alexandre. Foi um gépida que brevemente juntou-se aos eslavos, mas aparentemente não estava comprometido com a causa deles. Ele levou Alexandre para o esconderijo de seus antigos aliados e os eslavos foram facilmente derrotados.
Alexandre retornou para o acampamento de Prisco com cativos e valiosa informação. Os invasores eram espiões empregados por Musócio. O último tinha sido informado da derrota de Ardagasto e já havia reagido. Prisco e o desertor começaram a trabalhar numa armadilha para capturar Musócio e suas forças. No referido plano, Alexandre liderou uma força avançada. Tarde uma noite, ele e duzentos soldados conseguiram tomar posições próximos das margens do rio Paspírio. Passaram despercebidos e colocaram-se em emboscada. Na noite seguinte, atacaram os barqueiros de Musócio, que bebiam e dormiam, e foram facilmente abatidos. Alexandre capturou a frota inimiga inteira. Os barcos foram usados para transportar Prisco e a força principal do exército de 3 mil homens. Sob a cobertura da noite, atacaram o acampamento eslavo. Musócio foi capturado vivo, enquanto muitos dos seus homens foram mortos.
Em 594, Alexandre serviu sob o curopalata Pedro. Liderou uma força de mil cavaleiros contra 600 eslavos. Os inimigos haviam recentemente saqueado algumas cidades na Mésia e movimentavam-se mais lentamente pela necessidade de transportam os despojos. Os eslavos reagiram rapidamente à aproximação. Eles primeiro executaram todos os prisioneiros homens da Mésia que eram capazes de usar armas. Então usaram seus vagões como barricadas, colocando as cativas mulheres e as crianças no meio. Os próprios guerreiros "estavam nas carroças, brandindo seus dardos". Os cavaleiros bizantinos não podiam se aproximar do inimigo sem expor seus cavalos aos perigo. Então Alexandre ordenou-os para desmontar e lutar como infantaria. A batalha foi decidida quando um soldado bizantino de nome incerto conseguiu capturar um dos vagões. A defesa dos eslavos colapsou, que tomaram tempo para primeiro matar o resto dos cativos. Foram então mortos pelos bizantinos. Após esta vitória, não há mais menções a Alexandre.